# اصول چهارده‌گانه ویلسون

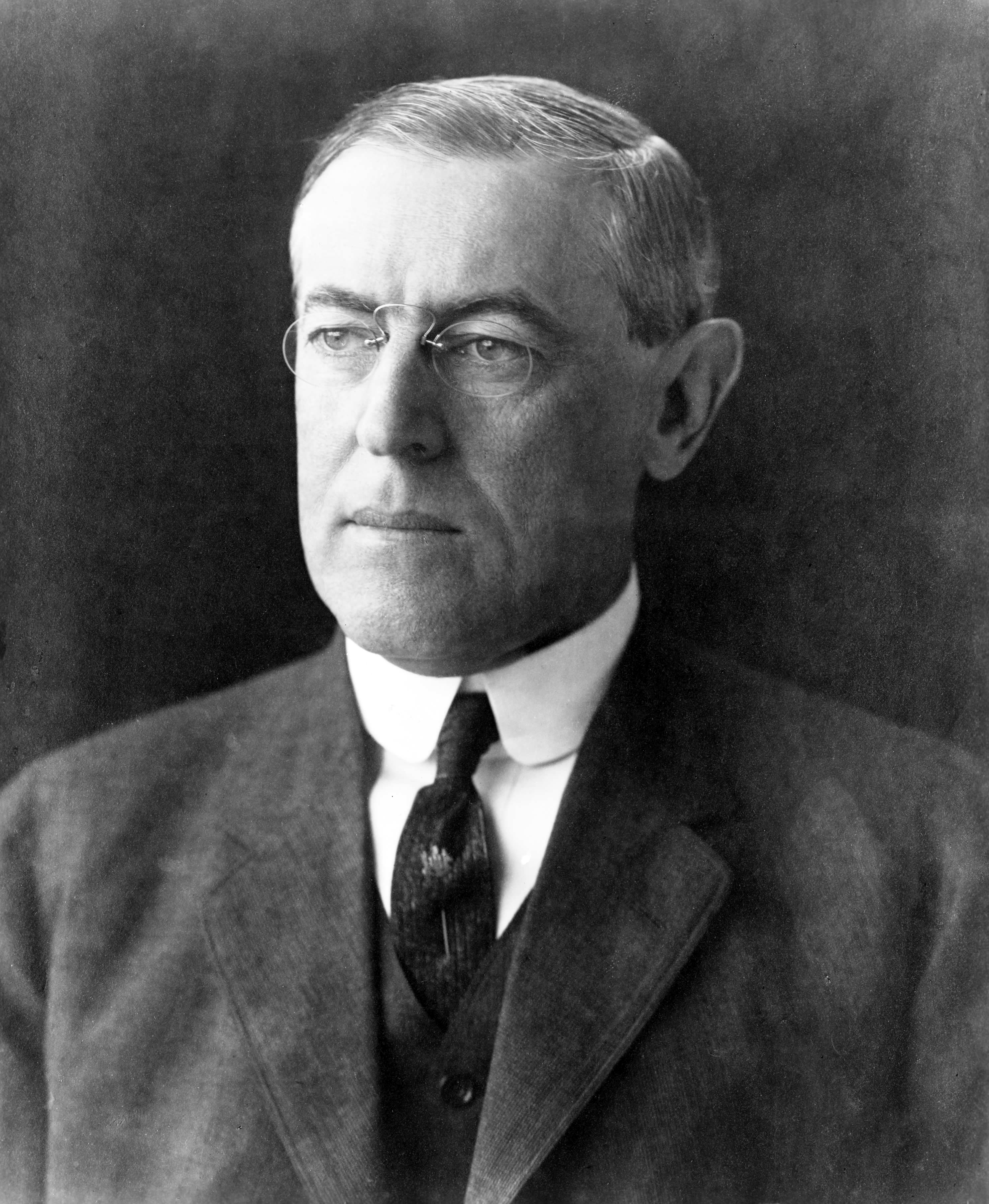
توماس وودرو ویلسون رئیس‌جمهور ایالات متحده آمریکا

توماس وودرو ویلسون رئیس‌جمهور ایالات متحده آمریکا در ۸ ژانویه ۱۹۱۸ میلادی پیشنهادهای خود را برای دنیای پس از جنگ جهانی اول اعلام کرد. این پیشنهادها که به اعلامیه چهارده ماده‌ای ویلسون مشهور است، هم از جهت پایان دادن به جنگ و هم از جهت تعیین‌کننده بودن برای دنیای بعد از جنگ، دارای اهمیت بسیار بود. یکی از انگیزه‌های پذیرش آتش‌بس و متارکه جنگ، مفاد اعلامیه ویلسون بود که در آن به حق تعیین سرنوشت به وسیله ملت‌ها اشاره داشت.
پیشنهادهای ویلسون شامل سه محور عمده بود. اولین موضوع، جلوگیری از جنگ‌های آینده به وسیله کاهش اقدام‌هایی نظیر محدودیت‌های تجاری، ایجاد اختلال در آزادی دریاها، دیپلماسی پشت پرده، تنش‌های استعماری و مسابقه تسلیحاتی بود. محور دوم، مجموعه‌ای از پیشنهادها با هدف به توافق رسیدن بر سر نکات مورد اختلاف در اروپا در زمینه تمامیت ارضی، مرزهای ملی و ناسیونالیسم قومی بود. محور سوم نیز دربرگیرنده مجمعی از کشورها بود که برای حفظ صلح فعالیت می‌کرد.

## اصول چهارده‌گانه
1. دیپلماسی باز و گفتگو میان دولت‌ها و منع هرگونه قرارداد محرمانه یا درک شخصی از امور بین‌المللی
2. آزادی کشتیرانی در دریاها؛ چه در هنگام صلح و چه به هنگام جنگ، به استثنای آب‌های ساحلی
3. برداشتن موانع گمرکی و مقرر داشتن مساوات و آزادی در تجارت
4. تقلیل تسلیحات به پایین‌ترین میزان لازم برای حفظ امنیت داخلی خود.
5. حل عادلانه و گشاده‌دستانه دعاوی مستعمراتی
6. تخلیه خاک روسیه کمک به روسیه برای انتخاب توسعه سیاسی و سیاست ملی خود.
7. استقلال مجدد بلژیک
8. تخلیه فرانسه و بازگرداندن آلزاس و لورن به این کشور و اصلاح رفتار پروس
9. ایتالیا باید مرزهای ملی خود را بازمی‌یافت
10. اجازه حق تعیین سرنوشت به ملت‌های ساکن در اتریش – مجارستان.
11. تخلیه خاک صربستان و مونته‌نگرو و رومانی و حل عادلانه اختلافات بالکان
12. استقلال داخلی ملل تابع عثمانی (کُردها، ارمنیان، آشوریان) و بین‌المللی کردن تنگه داردانل
13. تأسیس مجدد دولت لهستان با دسترسی به دریا و تضمین استقلال سیاسی و تمامیت سرزمینی آن.
14. تأسیس جامعه ملل برای تضمین امنیت جمعی، استقلال سیاسی و تمامیت سرزمینی تمامی دولت‌های کوچک و بزرگ[۲]